# Farní sbor Českobratrské církve evangelické v Libenicích
Farní sbor Českobratrské církve evangelické v Libenicích je sborem Českobratrské církve evangelické v obci Libenice. Sbor spadá pod Poděbradský seniorát.
Sbor není obsazen, administruje f. Romana Čunderlíková. Kurátorkou sboru je Marta Hlavatá.

## Dějiny sboru
Sbor byl založen roku 1827 jako reformovaný (kalvinistický). Vznikl odloučením od sboru v Močovicích (jehož sídlo bylo posléze přeneseno do Čáslavi). Modlitebna v Libenicích byla vystavěna téhož roku na pozemku věnovaném rolníkem Václavem Starým. Prvním kazatelem se stal Karel Fleischer.
Roku 1867 sbor čítal 1235 členů.
Roku 2021 schválil synod sloučení sboru v Libenicích se sborem v Kolíně.

### Faráři sboru
- Karel Fleischer (1827–1830)
- Eduard Gustav Adolf Molnár (1882–1890)
- Miroslav Frydrych (1997)